# Cozia, Hunedoara
Cozia este un sat în comuna Cârjiți din județul Hunedoara, Transilvania, România.

## Personalități
- Ioan Popoviciu (1885 - 1961), deputat în Marea Adunare Națională de la Alba Iulia 1918
- Adam Popoviciu (1885 - 1962), deputat în Marea Adunare Națională de la Alba Iulia 1918
- Adam Mariș I. Simion (1868 - 1950),  deputat în Marea Adunare Națională de la Alba Iulia 1918

## Imagini

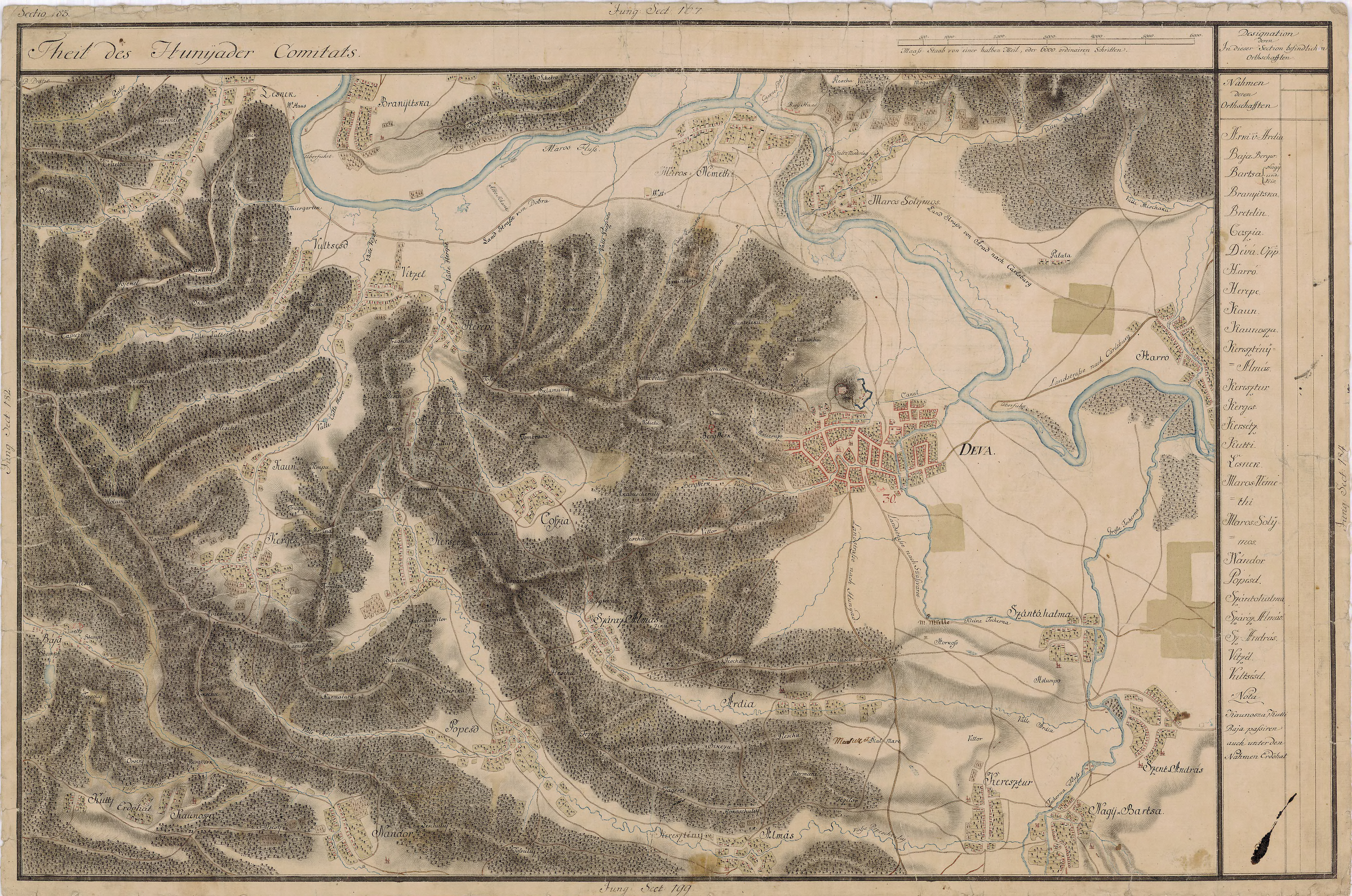
Cozia în Harta Iosefină a Transilvaniei, 1769-1773